# Paul Vayson
Pour les articles homonymes, voir Vayson.
Hippolyte Paul Vayson est un peintre et graveur français né le 4 décembre 1841 à Gordes (Vaucluse) et mort le 13 décembre 1911 à Paris.

## Biographie

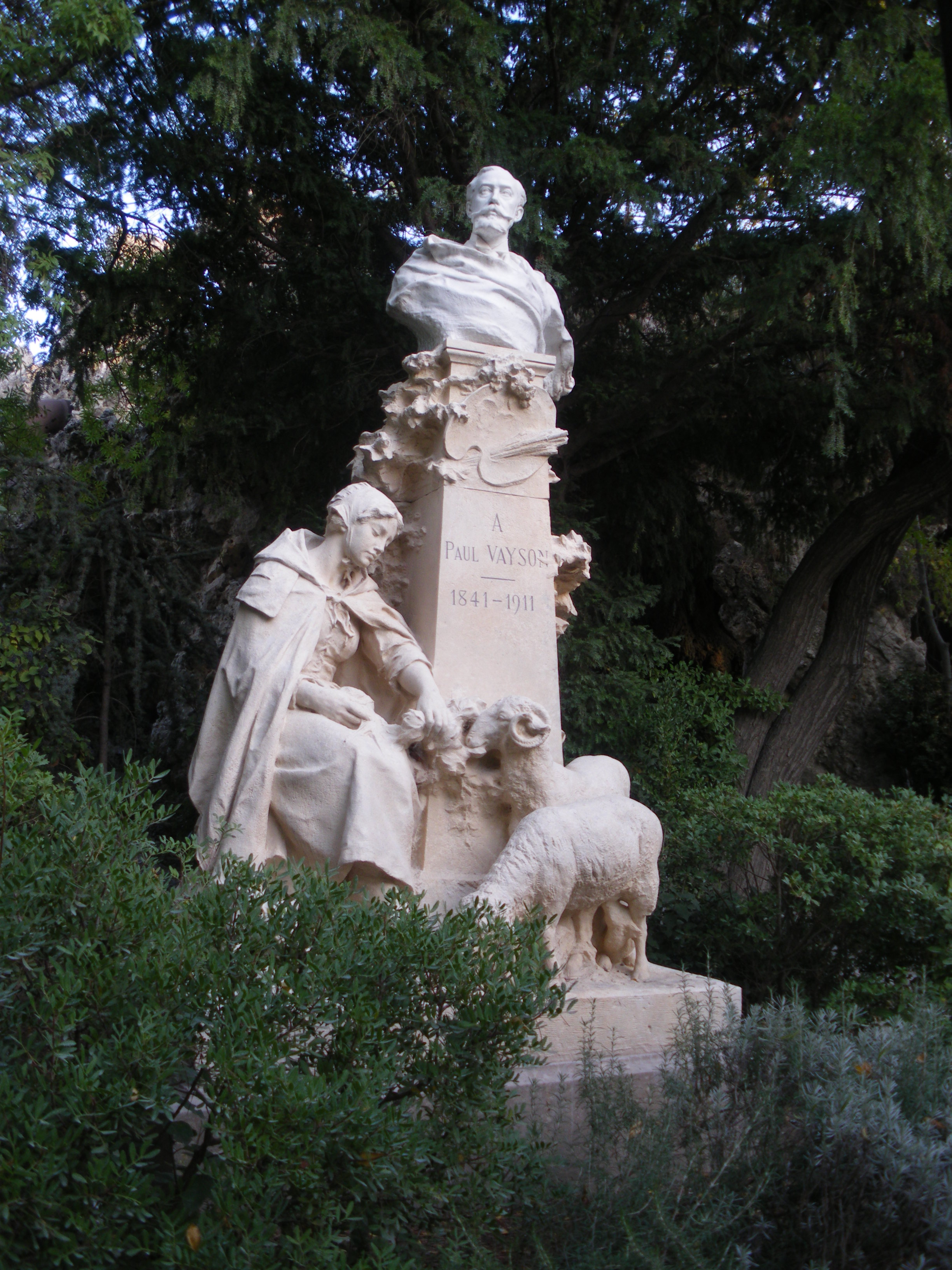
Félix Charpentier, Monument à Paul Vayson (1913), Avignon, Rocher des Doms.

Fils d'un juge de paix, Paul Vayson est élève au lycée d'Avignon avant de passer une licence de droit à Paris pour devenir avocat. Il s'initie à la peinture en étant l'élève de Charles Gleyre aux Beaux-Arts de Paris, et dans l'atelier de Jules Laurens.
Ses sujets et ses paysages illustrent principalement la Provence rurale. Il expose dès 1865 au Salon des artistes français, il est médaillé à celui de 1875 (3e année de son voyage en Algérie) pour son tableau la Gardeuse de moutons et à celui de 1879 (médaille de 2e classe) pour Les Moutons, paysage de Provence. Cette année-là il fait construire par l'architecte Paul Casimir Fouquiau, un hôtel particulier au 13, rue Fortuny à Paris. Il a un atelier parisien au 16, rue de Navarin.
Il est membre du jury du Salon des artistes français (section peinture) et promu officier de la Légion d'honneur en 1886.
Il se marie à Lisieux le 6 avril 1876 avec Clotilde Polin, avec qui il a deux enfants.
Il est élu maire de Murs (Vaucluse) de 1896, année de la mort de son frère qui occupait ce poste, jusqu'à son propre décès en 1911.
Un monument est inauguré en son honneur, le 18 septembre 1913, au jardin du rocher des Doms à Avignon, en présence de Frédéric Mistral. Cette œuvre du sculpteur Félix Charpentier le représente en buste avec une bergère et ses moutons.
Il était le propriétaire du château de Murs et de celui de Javon,. Il a pour fils le préhistorien André Vayson de Pradenne.

## Œuvres dans les collections publiques

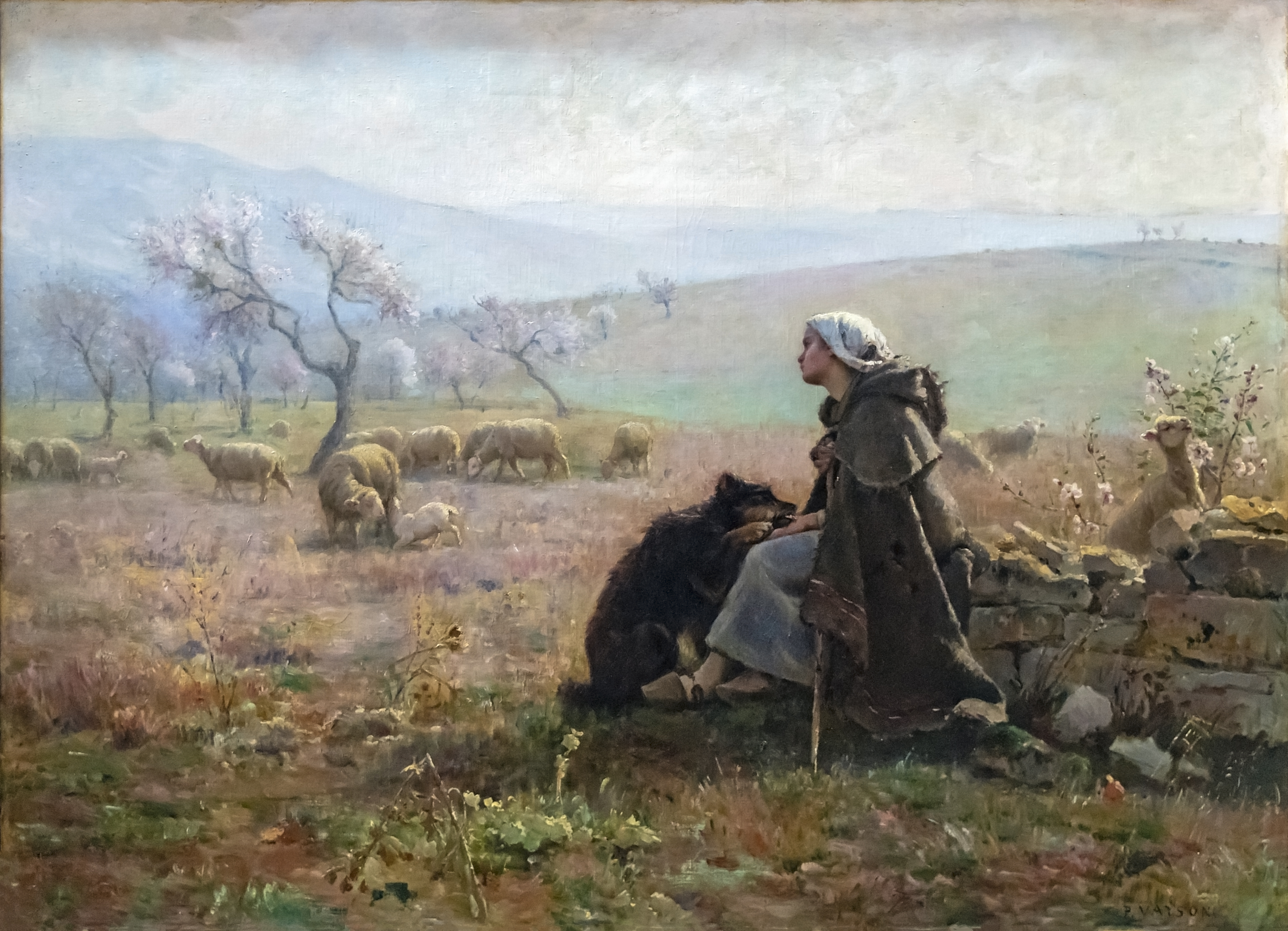
Le Printemps, musée des Beaux-Arts de Carcassonne.

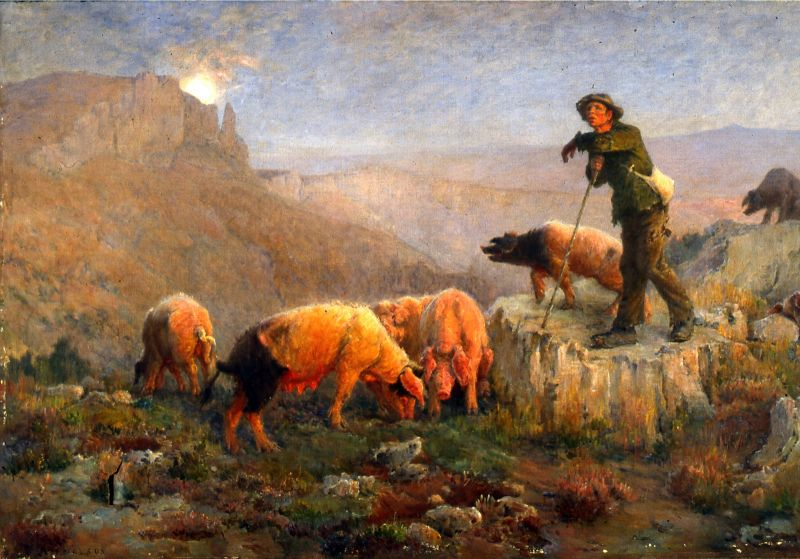
L'Enfant prodigue gardant les porcs, Avignon, musée Calvet.

- Arles, Museon Arlaten - musée de Provence : Berger conduisant un troupeau de moutons, fusain.
- Avignon :
  - conseil départemental de Vaucluse, salle de l'Hémicycle : Les Faucheurs dans le Vaucluse, 1907, huile sur toile.
  - musée Calvet :
    - L'Enfant prodigue, 1901, huile sur toile ;
    - Le Berger et la mer, 1889, huile sur toile ;
    - Le Retour du marché de la foire de Saint-Trinit, 1892, huile sur toile.

  - Palais des papes :
    - Saint Gens, patron du Comtat Venaissin, 1910.
- Bordeaux, musée des Beaux-Arts : L'Enfant prodigue, avant 1897, huile sur toile[7].
- Carcassonne, musée des Beaux-Arts : Le Printemps, avant 1884.
- Carpentras, musée Comtadin-Duplessis :
  - Paysage de Franche-Comté ;
  - Paysage de la Forêt de Fontainebleau.
- Charmes, musée municipal : Bergère dans les Landes, huile sur toile.
- Grenoble, musée de Grenoble : 
  - Étude pour La Tricoteuse, 1883, huile sur toile[8] ;
  - Gardeuse de moutons, 1888, huile sur toile[9].
- Marseille :
  - musée des Beaux-Arts :
    - La Bergère endormie, 1876, huile sur toile[10] ;
    - Les Taureaux de la Camargue, 1878, huile sur toile[11] ;
    - Les Moutons dans la combe de Bezaure (Provence), 1879, huile sur toile[12] ;
    - Rentrée des moutons sous l'orage, huile sur toile[13].

  - musée Grobet-Labadié :
    - Vaches en Sologne, dessin, plume, encre noire sur carton[14] ;
    - Moutons au pâturage, huile sur toile[15] ;
    - Moutons au pâturage, huile sur toile[16].
- Montpellier, musée Fabre : Berger et moutons, 1894.
- Nantes, musée des Beaux-Arts : Le Berger et la mer, avant 1889, huile sur toile[17].
- Nîmes, musée des Beaux-Arts : La Chanson du printemps, 1895.
- Orléans, musée des Beaux-Arts : Chasseurs de la Camargue, 1874, huile sur toile.
- Paris :
  - gare de Lyon, restaurant Le Train Bleu : Hyères, 1900, huile sur toile marouflée.
  - musée du Louvre : Jeune Gardeuse de moutons (Vaucluse), 1907, dessin au crayon gras[18], anciennement au musée du Luxembourg.
  - Petit Palais : Jardin d'acclimatation, panneau décoratif[19].
- Villeneuve-lès-Avignon, musée Pierre-de-Luxembourg : Bourriches de pensées, 1878, huile sur toile[19].

## Salons
- 1865 : Forêt de Fontainebleau, huile sur toile ; Nature morte[20].
- 1866 : Une halte de chasse, huile sur toile.
- 1867 : La Gardeuse de Dindons, huile sur toile ; Le Rappel des vaches en Sologne, huile sur toile, Gardeuse de Dindons.
- 1868 : Fenaison en Provence, huile sur toile.
- 1869 : Berger et moutons dans les gorges de Sénanque, huile sur toile ; Fleurs.
- 1870 : Aux environs de Marlotte, huile sur toile ; Vanneurs en Provence, huile sur toile ; Provence, huile sur toile.
- 1872 : Chasseurs de la Camargue ; Fleurs.
- 1873 : Attelage basque ; Pensées.
- 1875 : Intérieur de la maison mauresque à Alger, huile sur toile ; La Juive d'Alger à la fontaine, huile sur toile ; La Gardeuse de moutons dans une vallée, huile sur toile, médaille de 3e classe.
- 1876 : La Bergère endormie, huile sur toile ; Fleurs
- 1877 : Chasseur de la Camargue, huile sur toile ; Le Printemps, huile sur toile ; Chien de Berger dans la Camargue, huile sur toile.
- 1878 : Les taureaux de la Camargue ; Bourriche de pensées.
- 1879 : Les Moutons dans la combe de Bezaure (Provence), huile sur toile, médaille de 2e classe ; Paysage de Provence.

Salon des artistes français
- 1880 : La Sortie du troupeau.
- 1881 : Troupeaux nomades quittant les montagnes pour hiverner dans la Crau.
- 1882 : La Rentrée des troupeaux, huile sur toile.
- 1883 : Foire de Saint-Trinit (Provence), huile sur toile.
- 1884 : Le Printemps.
- 1886 : Chercheurs de Truffes, huile sur toile ; Bœuf à l'herbage, étude.
- 1887 : Lueur crépusculaire ; Bœufs de labour (Provence).
- 1888 : Gardeuse de moutons en Provence, huile sur toile ; Vaches à l'étable.
- 1889 : Le Berger et la mer.
- 1890 : Troupeau fuyant l'orage ; La Fenaison.
- 1891 : Le Rappel des vaches (Sologne).
- 1892 : Le Chemin du marché (Vaucluse) ; Les Compagnons de saint Antoine, pastel, Gardeuse de dindons, pastel.
- 1893 : L'Offrande de la bergère.
- 1894 : Bergers et moutons ; Paysage de Provence ; Rappel des vaches (Sologne), pastel ; Gardeuse de dindons, pastel.
- 1895 : La Chanson du printemps ; L'Abreuvoir.
- 1896 : La Soupe du laboureur ; L'Heure du berger.
- 1897 : L'Enfant prodigue.
- 1898 : Départ pour les arènes (Scène de Camargue).
- 1899 : L'Engazado, traversée du Rhône par une manade de taureaux camarguais (Scène de Camargue).
- 1901 : L'Enfant prodigue, La Rentrée du troupeau (Effet de lune).
- 1903 : Moine-berger de l'abbaye de Sénanque (Vaucluse) ; Perdrix rouges.
- 1904 : Piégeur de renard (Vaucluse) ; Bœufs de labour à l'abreuvoir (Sologne).
- 1905 : Le Matin (Paysage du Vaucluse) ; Le Soir (Paysage de la Crau), diptyque ; Berger traversant la Crau (Provence), dessin.
- 1906 : Berger de Camargue, huile sur toile ; L'Affût : faisans et le chat sauvage, huile sur toile.
- 1907 : Les Faucheurs dans le Vaucluse, huile sur toile ; Gardeuse de moutons, huile sur toile.
- 1908 : Gardienne de moutons en Provence, huile sur toile ; Étude de tête de femme pour le tableau : Gardeuse de moutons en Provence, huile sur toile[21].
- 1910 : Saint Gens, patron du Comtat Venaissin, triptyque.

Autres salons
- Salon de la Société des amis des arts de Bordeaux de 1898 : L'Enfant prodigue, no 632.
- Salon de Lyon de 1893 : Les Dindons faisant la roue, pastel.

## Expositions collectives
- 1894 : musée du Mont-Saint-Michel (Vague).
- 1975 : Pompiérisme et peinture équivoque, galerie des beaux-arts de Bordeaux, L'Enfant prodigue[22].
- 1976 : Diverses tendances de la peinture française au XIXe siècle et au début du XXe siècle, musée de Calais, L'Enfant prodigue[23].
- 1983 : Si le Musée m'était conté, 150 œuvres des réserves du musée des Beaux-Arts, galerie des beaux-arts de Bordeaux, L'Enfant prodigue.
- 1997 : Lormont, château Génicart, L'Enfant prodigue.

Estampes de Paul Vayson
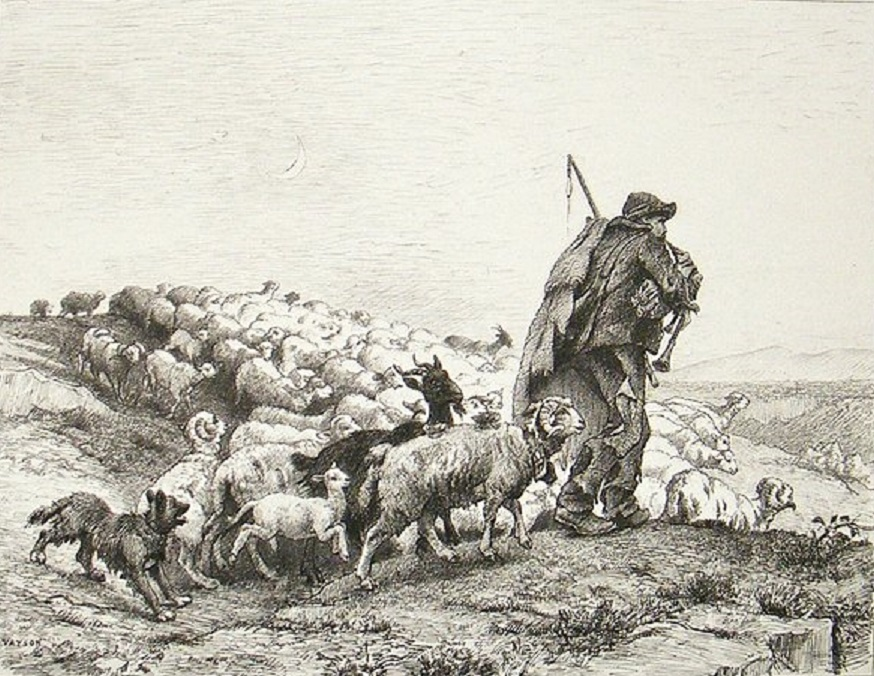
Retour du troupeau (1882).
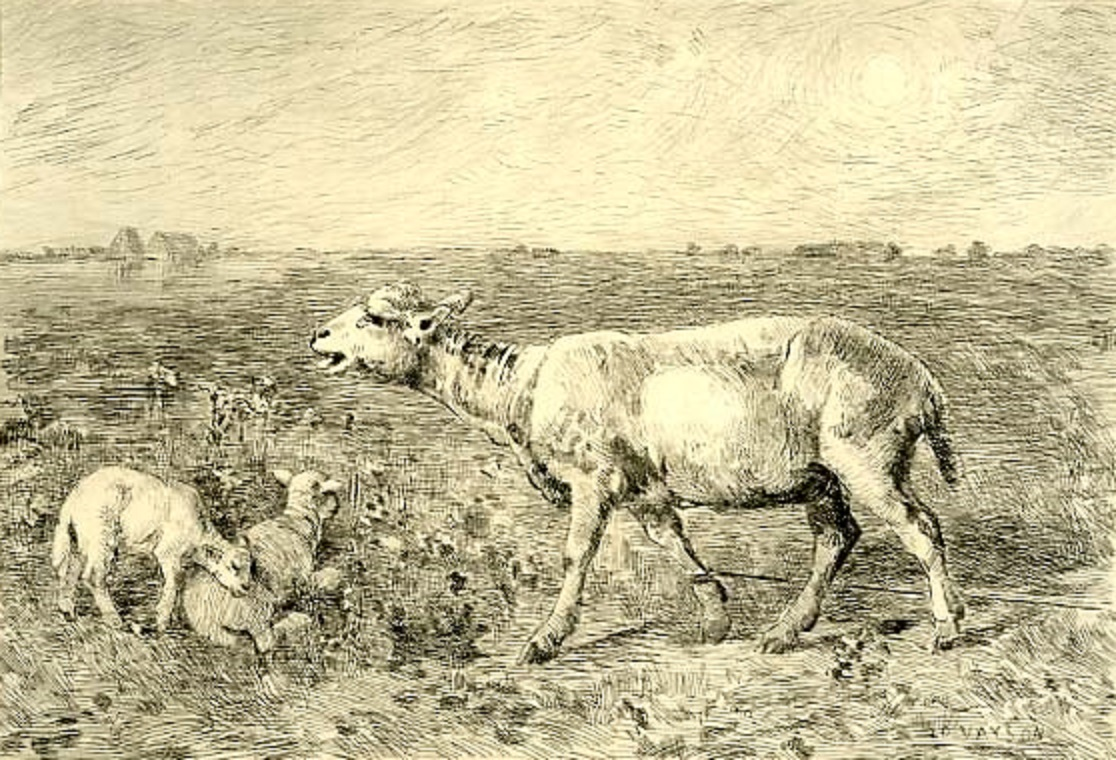
Brebis dans la lande, eau-forte.
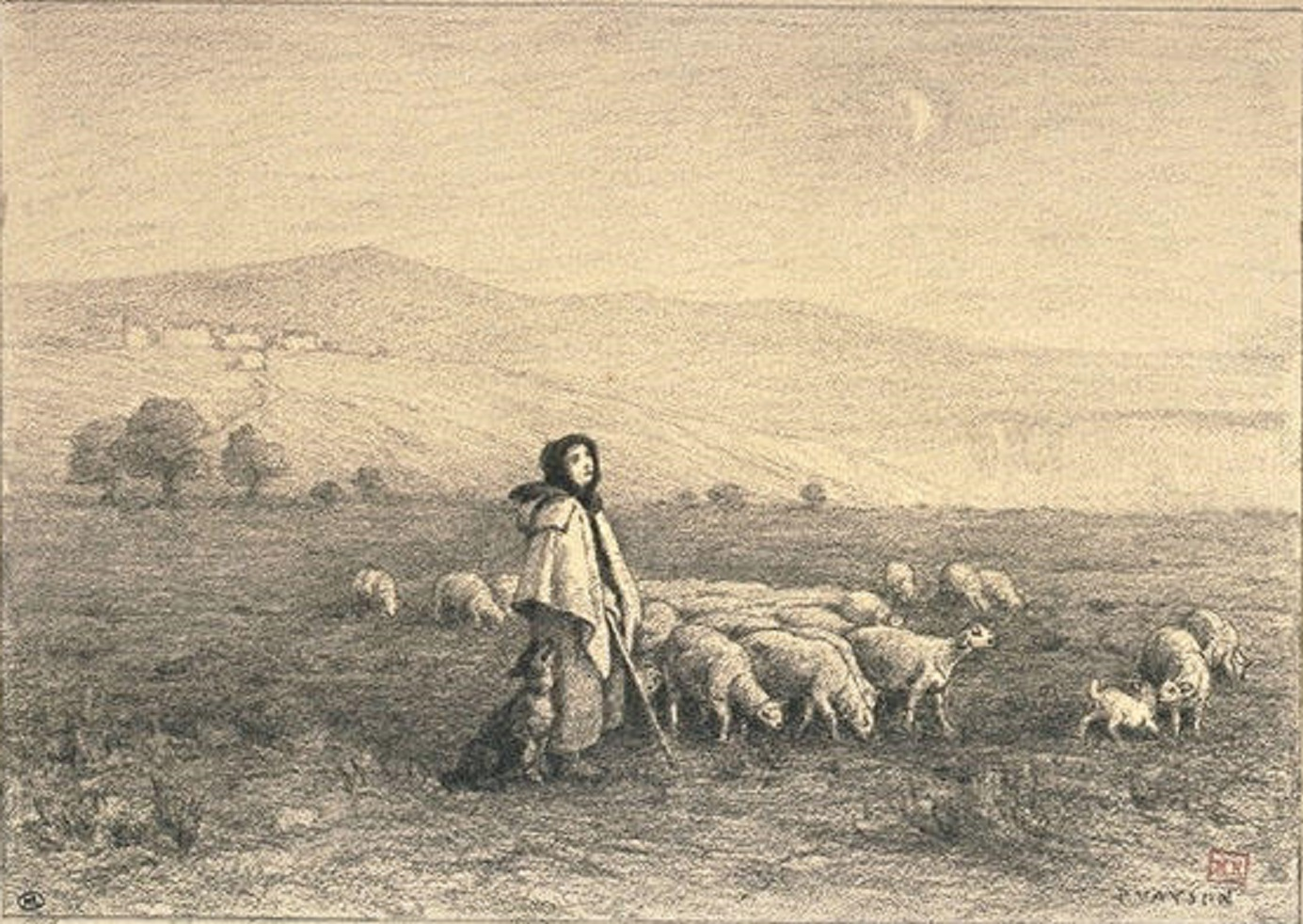
Jeune gardeuse de moutons, Paris, musée du Louvre.

Œuvres non localisées attribuées à Paul Vayson
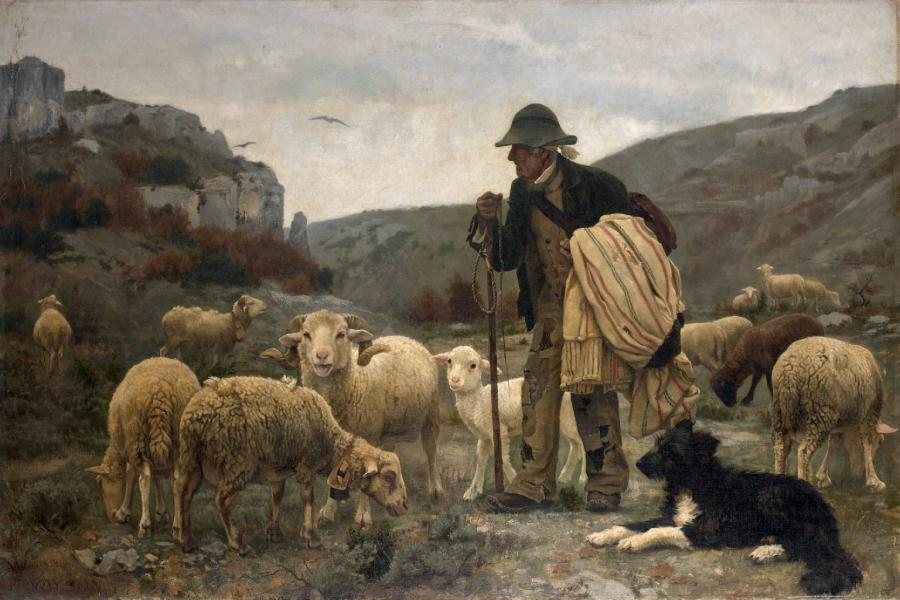
Attribué à Paul Vayson, Berger et ses moutons.
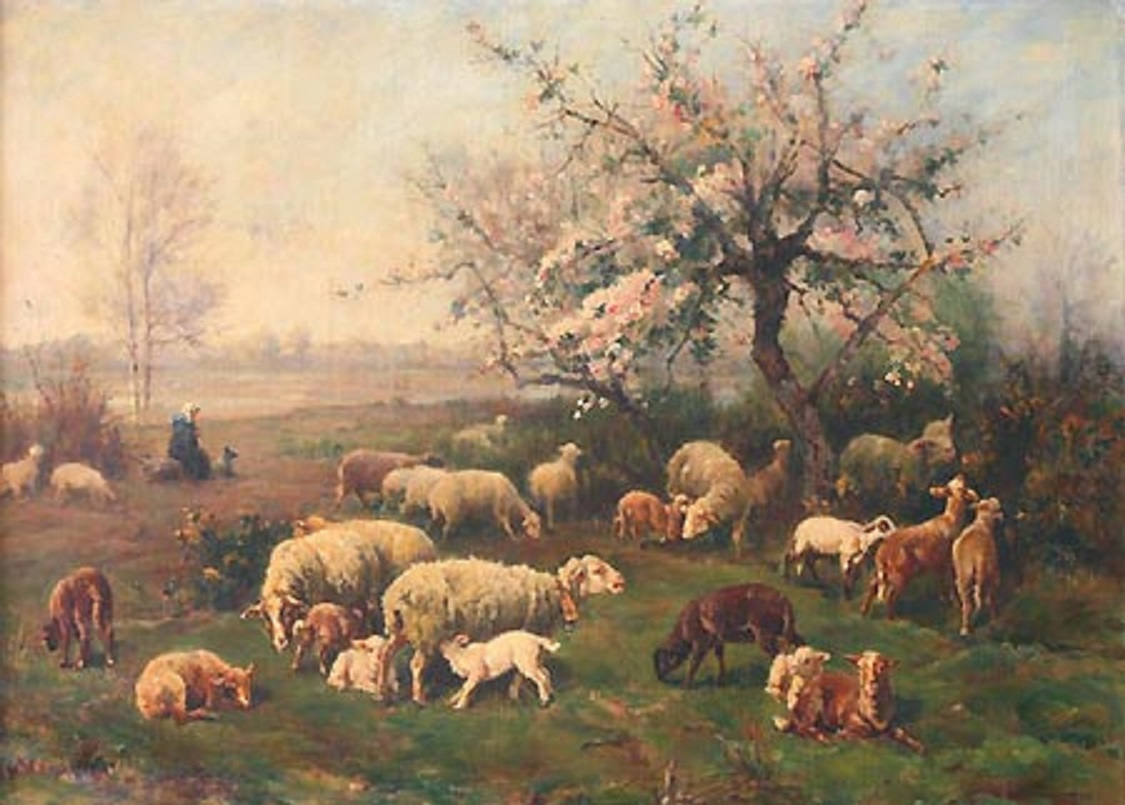
Le Printemps, bergère et ses moutons.
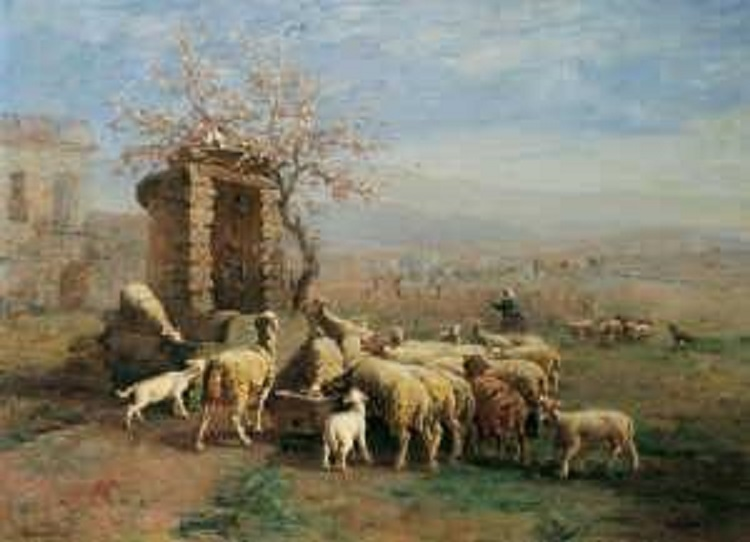
Moutons autour d'un abreuvoir.
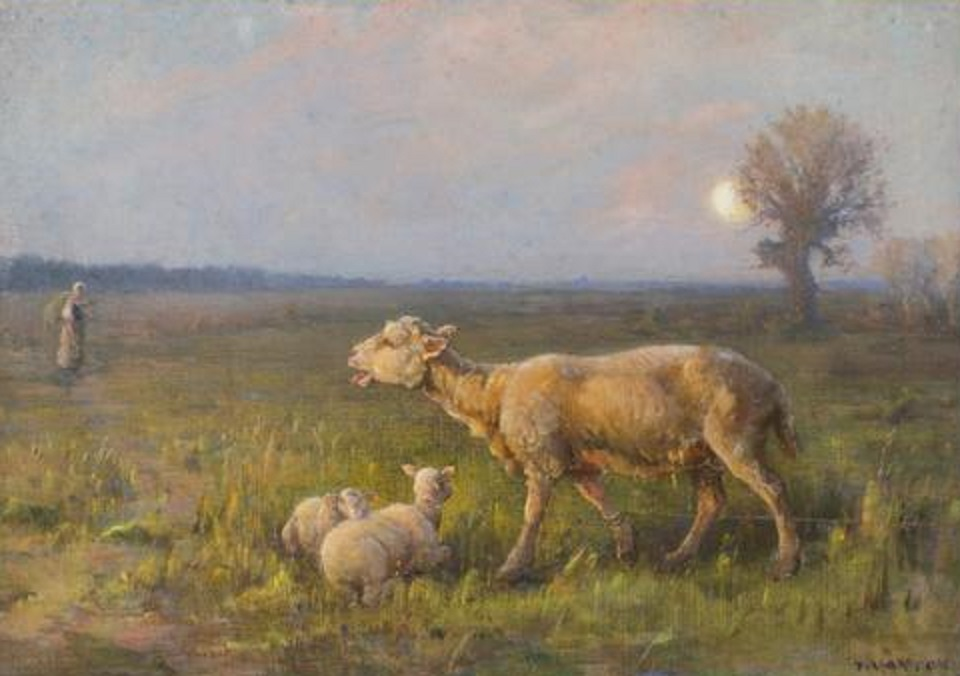
Brebis et ses agneaux à l'aube.